# Choara
Choara (altgriechisch Χόαρα Khóara, altiranisch *huṷăra- oder *xṷăra-), auch Chorene genannt (nach der Geographie von Strabon), war eine antike Stadt oder ein Dorf in der Landschaft Chorene oder Choarene in der Region Medien. Im 2. Jahrhundert n. Chr. annektierten die Arsakiden die Stadt an der Region Parthien. Laut der Naturgeschichte Plinius des Älteren war Choara „der attraktivste Ort Parthiens“.
Der Name Choara ist wahrscheinlich mit Chuwār (persisch خوار) verwandt, einer Stadt in der mittelalterlichen Provinz Qumis an der Großen Chorasan-Straße.